# Coveo
Coveo est un moteur de recherche logiciel en tant que service (SaaS), propulsé par l'intelligence artificielle, situé au Québec, Canada. Le Coveo Relevance Cloud offre des logiciels pour le commerce électronique, le service client, la main-d'œuvre numérique et la recherche de sites Web. L'entreprise est implanté à la Gare Windsor à Montréal au Canada,.

## Histoire
Coveo Solutions Inc. a été fondée en 2005. L'entreprise a été fondé par Laurent Simoneau, Richard tessier et Marc Sansfaçon. En fin d'année 2021, l'entreprise est introduite à la bourse de Toronto sous le nom CVO,.